# Katedralen i Rouen (målning)

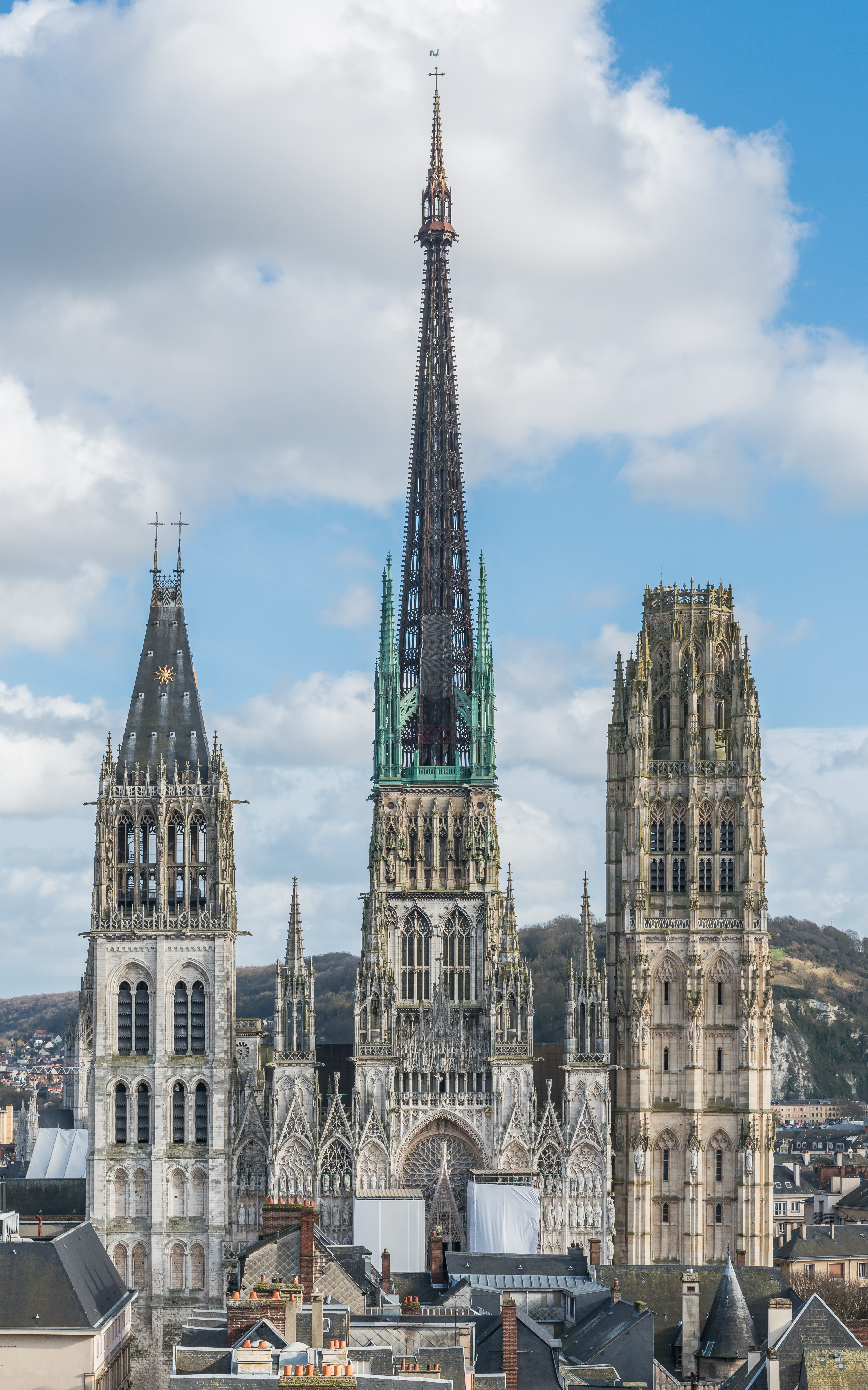
Fotografi på Katedralen i Rouen.

Katedralen i Rouen (franska: La cathédrale de Rouen) är en serie oljemålningar av den franske impressionistiske konstnären Claude Monet. Den omfattar drygt 30 målningar som utfördes åren 1892–1894. 
Målningarna visar västfasaden av den gotiska 1100-talskatedralen i Rouen (Cathédrale Notre-Dame de Rouen) i Normandie vid olika tidpunkter på dagen och med olika ljusförhållanden och färger. Målningarna anses tillhöra Monets mest betydande verk och är utställda på många av världens främsta museer såsom Musée d’Orsay i Paris, Metropolitan Museum of Art i New York och Pusjkinmuseet i Moskva.
I februari 1892 hyrde Monet en plats i en affär på andra sidan torget framför katedralen där han inledde arbetet med sina målningar. Ett år senare återkom han till Rouen, men valde en annan plats framför katedralen för sitt måleri. Han avslutade flertalet verk hemma i sin ateljé i Giverny under 1893 och 1894. Monet valde därefter ut 20 målningar som han ställde ut 1895 i Galerie Durand-Ruel i Paris.  

## Lista över Monets målningar av katedralen i Rouen
| Målning | Titel                                                                                                   | År        | Storlek | Plats                                |
| ------- | --- | --------- | ------- | ------------------------------------ |
|         | Le Portail, (soleil)                                                                                    | 1892      | 100x65  | Privat ägo                           |
|         | La Cathédrale de Rouen. Symphonie en gris et rose (W1323)                                               | 1892-1994 | 100x65  | National Museum Cardiff              |
|         | Cathédrale de Rouen, façade ouest, au soleil (W1324)                                                    | 1892      | 100x66  | National Gallery of Art, Washington  |
|         | Le Portail de la cathédrale de Rouen au soleil (W1325)                                                  | 1892-1893 | 100x66  | Metropolitan Museum of Art, New York |
|         | Cathédrale de Rouen, à midi (W1326)                                                                     | 1892      | 100x65  | Pusjkinmuseet, Moskva                |
|         | La Cathédrale de Rouen, façade, soleil couchant (W1327)                                                 | 1892      | 100x65  | Musée Marmottan Monet, Paris         |
|         | La Cathédrale de Rouen. Façade (W1328)                                                                  | 1892-1893 | 100x65  | Pola Museum of Art, Hakone, Japan    |
|         | La Cathédrale de Rouen (W1329)                                                                          | 1892      | 100x65  | Narodni muzej, Belgrad               |
|         | Cathédrale de Rouen, façade ouest (W1351)                                                               | 1894      | 100x66  | National Gallery of Art, Washington  |
|         | Le Portail, brouillard matinal (W1352)                                                                  | 1893      | 100x65  | Museum Folkwang, Essen               |
|         | Le Portail, effet de matin (W1353)                                                                      | 1893      | 100x66  | Privat ägo                           |
|         | Le Portail, effet du matin (W1354)                                                                      | 1893      | 100x66  | Getty Center                         |
|         | La Cathédrale de Rouen. Le portail, soleil matinal ; harmonie bleue (W1355)                             | 1892-1993 | 91x63   | Musée d'Orsay, Paris                 |
|         | La Cathédrale de Rouen, effet de soleil (W1356)                                                         | 1893      | 100x65  | Museum of Fine Arts, Boston          |
|         | Le Portail (W1357)                                                                                      | 1893      | 100x66  | Staatliche Kunstsammlungen, Weimar   |
|         | La Façade de la cathédrale de Rouen au soleil (W1358)                                                   | 1894      | 106x74  | Clark Art Institute, Williamstown    |
|         | Le Portail (W1359)                                                                                      | 1893      | 92x65   | Privat ägo                           |
|         | La Cathédrale de Rouen. Le portail et la tour Saint-Romain, plein soleil ; harmonie bleue et or (W1360) | 1892-1893 | 107x73  | Musée d'Orsay, Paris                 |
|         | La Cathédrale de Rouen (W1361)                                                                          | 1893      | 106x63  | Privat ägo                           |
|         | La Cathédrale de Rouen. Le Portail et la tour d’Albane. Temps gris (W1345)                              | 1894      | 102x74  | Musée des Beaux-Arts de Rouen        |
|         | La Cathédrale de Rouen. Le portail et la tour Saint-Romain, effet du matin ; harmonie blanche (W1346)   | 1892-1993 | 106x73  | Musée d'Orsay, Paris                 |
|         | La Cathédrale de Rouen. Le Portail, effet du matin (W1347)                                              | 1894      | 107x74  | Fondation Beyeler, Riehen            |
|         | Cathédrale de Rouen, façade et tour d'Albane, effet de matin (W1348)                                    | 1894      | 106x74  | Museum of Fine Arts, Boston          |
|         | La Cathédrale de Rouen dans le brouillard (W1349)                                                       | 1893      | 106x73  | Privat ägo                           |
|         | Cathédrale de Rouen, au soleil couchant (W1350)                                                         | 1894      | 101x65  | Pusjkinmuseet, Moskva                |